# エデュカチオ!
『エデュカチオ！』とは、2013年4月27日から2015年3月7日までNHK Eテレで放送されていた教育ジャーナル番組である。派生番組として『エデュカチオ！・選』がある。

## 番組概要
30代・40代の「子育て世代」と「働き盛り世代」に向けて、「教育」や「子ども」に関する教育問題に切り込んでいく。
2012年11月30日にパイロット版を放送。2013年度は月一回程度の放送であったが、2014年度は毎週放送されていた。

## 出演者
- 尾木直樹[2]
- 東山紀之[2]
- 一柳亜矢子（パイロット版）
- 礒野佑子（2013年度）[2]
- 塚原愛（2014年度）[3]

## 放送時間
2013年度
- 本放送（趣味・実用ゾーンで放送）
  - 毎月最終土曜日 21:00 - 21:30

- 再放送
  - 翌月第一金曜日 10:30 - 11:00

2014年度
- 本放送（ティーンズゾーンで放送）
  - 毎週土曜日 17:55 - 18:25

- 再放送
  - 毎翌週土曜日 12:00 - 12:30

## 放送リスト
パイロット版
| 回 | 初回放送日     | タイトル                   | その他の出演者など           |
| -- | -------------- | -------------------------- | ---------------------------- |
| 1  | 2012年11月30日 | どうする？教育のデジタル化 | 藤本美貴、中川一史、松本梨香 |

2013年度
| 回 | 初回放送日     | タイトル                                     | その他の出演者など                 |
| -- | -------------- | -------------------------------------------- | ---------------------------------- |
| 1  | 2013年04月27日 | 学校への悩み&疑問                            | 佐藤賢治                           |
| 2  | 2013年05月25日 | 学校に行きたくない！                         | 大山裕子                           |
| 3  | 2013年06月29日 | 思春期の叱り方                               | TARAKO                             |
| 4  | 2013年07月27日 | 尾木ママスペシャル〜いじめと向き合うために〜 | -                                  |
| 5  | 2013年09月28日 | 親子で学ぼう 危険から身を守る力              | くまいもとこ                       |
| 6  | 2013年10月26日 | 中学受験する？しない？                       | 菅原ますみ、小野寺一歩             |
| 7  | 2013年11月30日 | だいじょうぶ？スマホとのつきあい方           | 樋口進、竹内和雄、小松由佳         |
| 8  | 2014年01月25日 | つくろう 子どもの居場所                      | 西野博之                           |
| 9  | 2014年02月22日 | 子どもと話せてますか？レンアイと性のこと     | 小松由佳                           |
| 10 | 2014年03月19日 | 教育にまつわるおカネの話                     | 畠中雅子、菅原直子、當舎緑、青砥恭 |

2014年度
| 回 | 初回放送日     | タイトル                                                   | その他の出演者など                               |
| -- | -------------- | ---------------------------------------------------------- | ------------------------------------------------ |
| 1  | 2014年04月05日 | やる気を引き出す7つの秘策                                  | -                                                |
| 2  | 2014年04月12日 | 算数 子どもに教えられますか？                              | 小宮山博仁、熊倉啓之、鈴木麻里子                 |
| 3  | 2014年04月19日 | 全国学力テストから見る“これから”を生き抜く学力             | -                                                |
| 4  | 2014年04月26日 | 思わず参加したくなる？PTAの進化形！                        | 鈴木麻里子                                       |
| 5  | 2014年05月10日 | どうする？習い事                                           | -                                                |
| 6  | 2014年05月17日 | イカしてる!?じじばばパワー                                 | 棒田明子、鈴木麻里子、徳山靖彦                   |
| 7  | 2014年05月24日 | 生き生き書ける（しかもモテる）作文術！                     | 宮川俊彦                                         |
| 8  | 2014年05月31日 | ファーストブラ いつから？わが子と話したい 大人への体の変化 | 鈴木麻里子                                       |
| 9  | 2014年06月07日 | “キャリア教育”で未来を切りひらけ！                         | 藤田晃之、清水隆彦、一栁秀美、神谷由美子         |
| 10 | 2014年06月14日 | みんなで知ろう！アレルギー                                 | 海老沢元宏、鈴木麻里子                           |
| 11 | 2014年06月21日 | サッカーで子どもの力を引き出す 池上正さん                  | 池上正                                           |
| 12 | 2014年06月28日 | 子どものストレス 上手につきあうには？                      | 冨永良喜、小関俊祐、鈴木麻里子                   |
| 13 | 2014年07月05日 | わが子を“いじめっ子”にしないために                         | -                                                |
| 14 | 2014年07月12日 | イマドキの子どもの恋愛事情！                               | 山崎洋史、鈴木麻里子                             |
| 15 | 2014年09月13日 | 困った！どうする？みんなのお悩み解決スペシャル             | -                                                |
| 16 | 2014年09月20日 | どう身につける？社会のルール                               | 滝充、親野智可等、明石要一                       |
| 17 | 2014年09月27日 | 親子で育む“折れない心”                                     | 久世浩司、小野寺一歩                             |
| 18 | 2014年10月04日 | どう育てる？わが子の金銭感覚                               | 内田ふみ子、羽田野博子、小野寺一歩               |
| 19 | 2014年10月11日 | こうして解決！運動嫌い                                     | 上西一弘、中村和彦、赤松喜久、鈴木麻里子         |
| 20 | 2014年10月18日 | 多様な性の子どもたち 大人はどうすれば？                    | 佐々木掌子、都さゆり                             |
| 21 | 2014年10月25日 | お片づけの悩み カタつけます！                              | 鈴木麻里子、徳山靖彦                             |
| 22 | 2014年11月08日 | “ウザい”と言われたあなた必見！どうする!?反抗期             | 伊藤美奈子、倉石哲也、鈴木麻里子                 |
| 23 | 2014年11月15日 | 親子deスペシャル “笑い”の力でハッピー親子に！              | -                                                |
| 24 | 2014年11月22日 | 親子deスペシャル 本音で話そう！ゲームとのつきあい方        | 日野晃博、樋口進、馬場章、岸本好弘、小野寺一歩   |
| 25 | 2014年11月29日 | “まぁ いっか！”で変わる子育て 北村年子さん                 | 北村年子                                         |
| 26 | 2014年12月06日 | うちの子大丈夫？子どもの肥満とやせ                         | 原光彦、鈴木眞理、エリカ・アンギャル、鈴木麻里子 |
| 27 | 2014年12月13日 | どうする!?小学生の英語教育                                 | 佐藤久美子、粕谷恭子、徳山靖彦                   |
| 28 | 2014年12月20日 | 進路はひとつじゃない！定時制・通信制・フリースクールの今   | 桑原慶子、辰巳敏夫、山川浩子、佐藤透、鈴木麻里子 |
| 29 | 2015年01月17日 | 親子で学ぶ いつでもどこでも防災                            | 冨川万美、村上彩                                 |
| 30 | 2015年01月24日 | みんなのお悩み解決SP パート2                               | -                                                |
| 31 | 2015年01月31日 | 多様な性の子どもたち・パート2 大人にできること             | 大八木勝法                                       |
| 32 | 2015年02月14日 | 子どもたちが夢中！“プログラミング”の魅力                   | 阿部和広                                         |
| 33 | 2015年02月21日 | どう向き合う？子どもの発達障害                             | 鈴木麻里子、徳山靖彦                             |
| 34 | 2015年02月28日 | ステップファミリー〜子どもがハッピーになるために〜         | -                                                |
| 35 | 2015年03月07日 | 学び 夢をはぐくむ 被災地の子どもたち                       | -                                                |

派生番組
『エデュカチオ！・選』 - 2015年3月14日「学び 夢をはぐくむ 被災地の子どもたち」

## スタッフ
- ナレーション：都さゆり、小野寺一歩
- 技術 - 八田野光司
- 撮影 - 渡辺善光
- 照明 - 淺山隆夫
- 音響効果 - 成田純一
- 美術 - 小川有紀
- 編集 - 飯嶌良明
- ディレクター - 中村真一朗
- 取材 - 矢野あかね
- 制作統括 - 六本良多
- 制作・著作 - NHK